# Andrija Kaluđerović
Andrija Kaluđerović (Bačka Topola, Yugoslavia, 5 de julio de 1987) es un exfutbolista serbio que jugaba como delantero.

## Carrera
Comenzó su carrera en el OFK Belgrado en 2003. Durante sus primeros años no tuvo lugar y fue cedido reiteradas veces, siendo sus pasos por el Hajduk Belgrado en 2005 y en Spartak Subotica en 2006, los más prolíficos. En la temporada 2007-08 comenzó a gozar de titularidad en el OFK, algo que mantendría hasta 2009, cuando fue transferido al Rad. En el torneo serbio 2009-10 anotó 17 goles en 27 partidos, por lo que fue nuevamente transferido, esta vez al Estrella Roja de Belgrado. En la Superliga de Serbia 2010-11 fue condecorado como máximo goleador luego de marcar 13 tantos.
En 2012 firmó con el Beijing Gouan de la primera división de la República Popular de China, donde finalmente no llegaría a tener lugar. Durante su estadía en el elenco chino jugó a préstamo en el Racing de Santander español, en el Vojvodina serbio y en el Limassol chipriota. En 2014 pasó al Thun de Suiza. Así comenzó una serie de pasos cortos por diversos equipos, jugando en 2015 en el Brisbane Roar australiano y en el Al-Shahania catarí; en 2016 nuevamente en el Rad y en el Žalgiris lituano; y en 2017 en el Port tailandés para finalmente terminar recalando en el Wellington Phoenix, equipo neozelandés participante de la A-League australiana. En 2018 regresó a Europa al firmar con el Olimpija Ljubljana esloveno.

### Selección nacional
Disputó con la selección serbia sub-21 la clasificación para la Eurocopa Sub-21 de 2007. Con el elenco sub-23 fue convocado para disputar los Juegos Olímpicos de Pekín 2008.
Su debut con el seleccionado absoluto de Serbia se produjo el 7 de abril de 2010 en un amistoso ante Japón. Posteriormente volvería a aparecer con las águilas blancas en dos amistosos de 2011 frente a México y Honduras.

## Clubes
| Club                                | País          | Año       |
| ----------------------------------- | ------------- | --------- |
| O. F. K. Belgrado                   | Serbia        | 2003-2008 |
| F. K. Njegoš Lovćenac (a préstamo)  | Serbia        | 2004      |
| F. K. Mačva Šabac (a préstamo)      | Serbia        | 2004-2005 |
| F. K. Hajduk Belgrado (a préstamo)  | Serbia        | 2005      |
| F. K. Spartak Subotica (a préstamo) | Serbia        | 2006-2007 |
| F. K. Radnički Pirot (a préstamo)   | Serbia        | 2007      |
| F. K. Rad Belgrado                  | Serbia        | 2009-2010 |
| Estrella Roja de Belgrado           | Serbia        | 2010-2012 |
| Beijing Gouan                       | China         | 2012-2014 |
| Racing de Santander (a préstamo)    | España        | 2012-2013 |
| F. K. Vojvodina (a préstamo)        | Serbia        | 2013      |
| AEL Limassol F. C. (a préstamo)     | Chipre        | 2014      |
| F. C. Thun                          | Suiza         | 2014      |
| Brisbane Roar F. C.                 | Australia     | 2015      |
| Al-Shahania S. C.                   | Catar         | 2015      |
| F. K. Rad Belgrado                  | Serbia        | 2016      |
| F. C. Žalgiris                      | Lituania      | 2016      |
| Port F. C.                          | Tailandia     | 2017      |
| Wellington Phoenix F. C.            | Nueva Zelanda | 2017-2018 |
| N. K. Olimpija Ljubljana            | Eslovenia     | 2018      |
| Delhi Dynamos F. C.                 | India         | 2018      |
| N. K. Inter Zaprešić                | Croacia       | 2019      |
| F. K. RFS (a préstamo)              | Letonia       | 2019      |
| F. K. Rad Belgrado                  | Serbia        | 2020      |
| F. C. Žalgiris                      | Lituania      | 2020-2021 |
| F. K. Rad Belgrado                  | Serbia        | 2021      |
| F. K. Proleter Novi Sad             | Serbia        | 2021      |
| Nasaf Qarshi                        | Uzbekistán    | 2021      |
| F. K. Proleter Novi Sad             | Serbia        | 2022      |
| RFK Grafičar Belgrado               | Serbia        | 2022-2024 |
| O. F. K. Belgrado (a préstamo)      | Serbia        | 2023      |

## Palmarés

### Campeonatos nacionales
| Título           | Club           | País     | Año  |
| ---------------- | -------------- | -------- | ---- |
| Copa de Lituania | F. C. Žalgiris | Lituania | 2016 |
| A Lyga           | F. C. Žalgiris | Lituania | 2016 |
| Copa de Letonia  | F. K. RFS      | Letonia  | 2019 |